# Karl-Heinz Granitza
Karl-Heinz Granitza (ur. 1 listopada 1951 w Lünen) – niemiecki piłkarz grający na pozycji napastnika.

## Kariera piłkarska
Karl-Heinz Granitza karierę piłkarską rozpoczął w 1959 roku w juniorach VfB Lünen. Profesjonalną karierę zaczął w 1970 roku w Eintrachcie Dortmund. Następnie reprezentował barwy: Lüner SV, FC Gütersloh i Röchling Völklingen, w którego barwach w sezonie 1975/1976 został królem strzelców II ligi niemieckiej.
Potem reprezentował barwy Herthy Berlin, w której zadebiutował w Bundeslidze dnia 17 września 1976 roku w wygranym meczu wyjazdowym z Borussią Dortmund, w którym również strzelił swoją pierwszą bramkę w Bundeslidze. W Herthcie Berlin grał do 1978 roku. Łącznie w Bundeslidze rozegrał 73 mecze i strzelił 34 gole.
Następnie wyjechał do Stanów Zjednoczonych grać w Chicago Sting, z którym dwukrotnie zdobył mistrzostwo NASL w sezonach 1981 i 1984. Łącznie w latach 1978–1984 w lidze NASL rozegrał 199 meczów i strzelił 128 goli. W Chicago Sting z sukcesami startował również w halowej odmianie ligi NASL i lidze MISL. W sezonie 1981 został królem strzelców w halowej lidze NASL. Łącznie w latach 1980–1987 w hali dla Chicago Sting rozegrał 238 meczów i strzelił 314 goli. Karierę piłkarską kończył w 1990 roku w barwach Chicago Power występującej w lidze AISA.

## Sukcesy

### Chicago Sting
- Mistrz NASL: 1981, 1984

### Indywidualne
- Król strzelców II ligi niemieckiej: 1976
- Król strzelców halowej ligi NASL: 1981

## Po zakończeniu kariery
W latach 90. Granitza w Berlinie otworzył bar sportowy w amerykańskim stylu „State Street”.
W 2003 roku dołączył amerykańskiej galerii sław piłki nożnej (National Soccer Hall of Fame). Jego koszulka z numerem 12 została zastrzeżona przez Chicago Storm.